# کوزمیچوو
کوزمیچوو (به صربی: Kuzmičevo) یک منطقهٔ مسکونی در صربستان است که در نووی پازار واقع شده‌است.